# En quête d'identité
En quête d'identité est un téléfilm français réalisé par Éric Woreth en 1998 dans la collection Vertiges.

## Synopsis
Jeanne Denicourt, jeune professeur en criminologie, doit enquêter sur la personnalité de Calverro, soupçonné d'avoir assassiné Karina Meyer, une top model. Malgré la certitude de la police, Jeanne parvient à innocenter le suspect. Elle devient alors la cible de Calverro qui a commis le meurtre.

## Fiche technique
- Titre : En quête d'identité
- Réalisation : Éric Woreth
- Scénario : Matthieu Savignac
- Sociétés de production : Métropole Télévision, Hamster Productions
- Genre : Policier, suspense
- Durée : 1h27 minutes
- Date de diffusion :
  - France - 25 septembre 1998 sur M6

## Distribution
- Pascale Arbillot : Jeanne
- Frédéric Pellegeay : Lucas
- Arno Chevrier : Calverro
- Thomas Chabrol : Fournier
- Vinciane Millereau : Olivia
- Philippe Morier-Genoud
- Laurence Cormerais